# هليلج مينيزي
هليلج مينيزي (الاسم العلمي:Terminalia menezesii) هو نوع نباتي يتبع جنس الهليلج من الفصيلة القمبريطية.